# Theodor Scharmitzel
Theodor Scharmitzel (* 10. Oktober 1878 in Köln; † 27. Dezember 1963) war als deutscher Politiker Mitbegründer der Kölner CDU.

## Leben
Theodor Scharmitzel entstammte einer alteingesessenen Kölner Buchdruckerfamilie. Nach dem Abitur 1899 am Kaiser-Wilhelm Gymnasium studierte er u. a. Theologie und Philosophie in Tübingen, wo er 1908 promovierte. Dort trat er 1900 der katholischen Studentenverbindung Unitas-Markomannia bei. Er arbeitete u. a. als Verleger, als Tutor des Prinzen von Siam sowie später als Generalsekretär des Windthorstbundes für Deutschland. Im Juni 1911 verkündete er auf dem Verbandstag der Windthorstbunde in Koblenz, „wegen privater Verhältnisse“ das Amt des Generalsekretärs der Windthorstbunde niederzulegen. Von 1945 bis 1948 war Scharmitzel Leiter des Kölner Ernährungsamtes.

## Politische Tätigkeit
Obwohl klar dem politischen Katholizismus zuzuordnen, hatte Scharmitzel sich schon 1919 mit dem Zentrum zerstritten. In der NS-Zeit fand er jedoch als Organisator oppositioneller Verbindungen im Rahmen der Unitas ein Betätigungsfeld und war deshalb 1945 an den Planungen einer konfessionell übergreifenden Partei in Köln beteiligt. Im Juni 1945 bereitete Scharmitzel im Dominikanerkloster Walberberg als Mitglied einer elfköpfigen Programmkommission die Gründung der CDU mit vor. Zusammen mit Leo Schwering und Peter Schaeven, letzteren kannte Schwering aus der gemeinsamen Arbeit im Windthorstbund, bereitete er die Gründungsversammlung der Kölner Union am 19. August 1945 vor und leitete die Sitzung. Auch an den Gesprächen zur Gründung der CDU-Westfalen in Bochum (2. August 1945) und der rheinischen CDU war Scharmitzel beteiligt. 

## Werke und Nachlass
- Christliche Demokraten im neuen Deutschland. Köln 1945. (Schriftenreihe der CDU, Landesverband Rheinland H. 1)
- Das Staatliche Kaiser-Wilhelm-Gymnasium in Köln 1869–1939. Köln 1940.

Der Nachlass befindet sich zum kleineren Teil im Archiv für Christlich-Demokratische Politik in Sankt Augustin; der größere Teil wurde im Auktionshaus Venator in Köln versteigert und befindet sich in Privatbesitz.